# 托克勒岩
68°35′S 77°56′E / 68.583°S 77.933°E
托克勒岩，是南極洲的岩石，位於伊利沙伯女皇地，處於海德曼灣入口處北部，根據挪威探險隊拍攝的空中照片繪入地圖，現時由南極條約體系管理。